# Miss Croatie
Ne doit pas être confondu avec Miss Univers Croatie.
Miss Croatie est un concours de beauté annuel féminine, réservé aux jeunes femmes de Croatie, qui qualifie pour les élections de Miss Monde et Miss Europe (il qualifiait aussi pour Miss Univers jusqu'en 1997 et la création de Miss Univers Croatie).
Il a été créé en 1992, l'année de la reconnaissance internationale du pays.

## Les miss

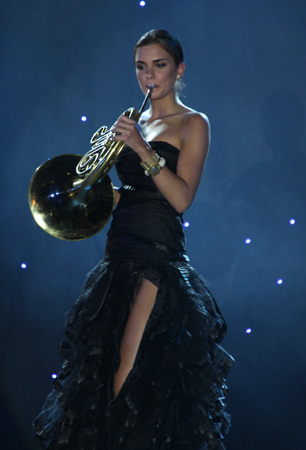
Josipa Kusic, Miss Croatie 2008, lors de Miss Monde 2008.

- 1992, Elena Suran
- 1993, Fani Čapalija
- 1994, Branka Bebić
- 1995, Anica Martinović
- 1996, Vanja rûpena
- 1997, Martina Novosel
- 1998, Lejla Sehovic
- 1999, Ivana Petkovic
- 2000, Andreja Ćupor
- 2001, Rajna Raguž
- 2002, Nina SLAMIC
- 2003, Aleksandra Grdic
- 2004, Ivana Znidaric
- 2005, Maja Cvjetković
- 2006, Ivana Ergić
- 2007, Tajana Jeremić
- 2008, Josipa Kusić
- 2009, Ivana Vašilj
- 2010, Katarina Banić
- 2011, Katarina Prnjak[1], (originaire de Šibenik)
- 2012, Maja Nikolić[2] (originaire de Zagreb)
- 2013, Lana Gržetić